# Hibiscus kochii
Hibiscus kochii är en malvaväxtart som beskrevs av P.A. Fryxell. Hibiscus kochii ingår i Hibiskussläktet som ingår i familjen malvaväxter. Inga underarter finns listade i Catalogue of Life.